# Barathranthus axanthus
Barathranthus axanthus là một loài thực vật có hoa trong họ Loranthaceae. Loài này được (Korth.) Miq. mô tả khoa học đầu tiên năm 1856.